# Diaprograpta striola
Espèce
Diaprograpta striola est une espèce d'araignées aranéomorphes de la famille des Miturgidae.

## Distribution
Cette espèce est endémique d'Australie-Occidentale. Elle se rencontre vers Boorabbin et Buningonia Springs.

## Description
La femelle décrite par Raven en 2009 mesure 8,4 mm.

## Publication originale
- Simon, 1909 : Araneae. 2e partie. Die Fauna Südwest-Australiens, Jena, vol. 2, no 13, p. 155-212 (texte intégral).